# داشنور بایازیتی
داشنور بایازیتی (آلبانیایی: Dashnor Bajaziti؛ زادهٔ ۴ ژانویهٔ ۱۹۵۵) بازیکن و مربی فوتبال اهل آلبانی است.
از باشگاه‌هایی که در آن بازی کرده‌است می‌توان به اشاره کرد.
وی همچنین در تیم ملی فوتبال آلبانی بازی کرده‌است.